# Lepidodactylus lugubris
Lepidodactylus lugubris là một loài thằn lằn trong họ Gekkonidae. Loài này được Duméril & Bibron mô tả khoa học đầu tiên năm 1836.

## Hình ảnh

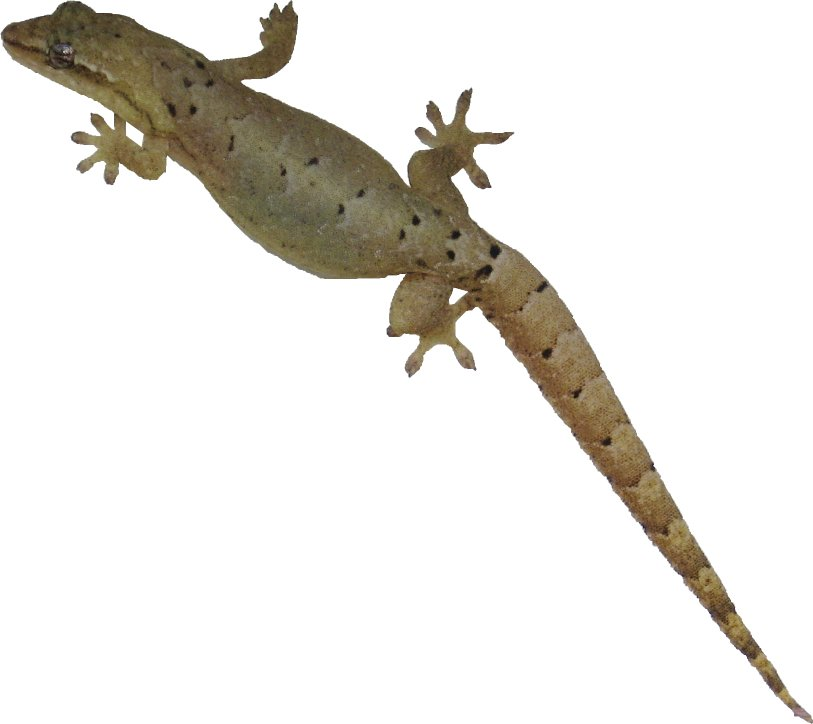
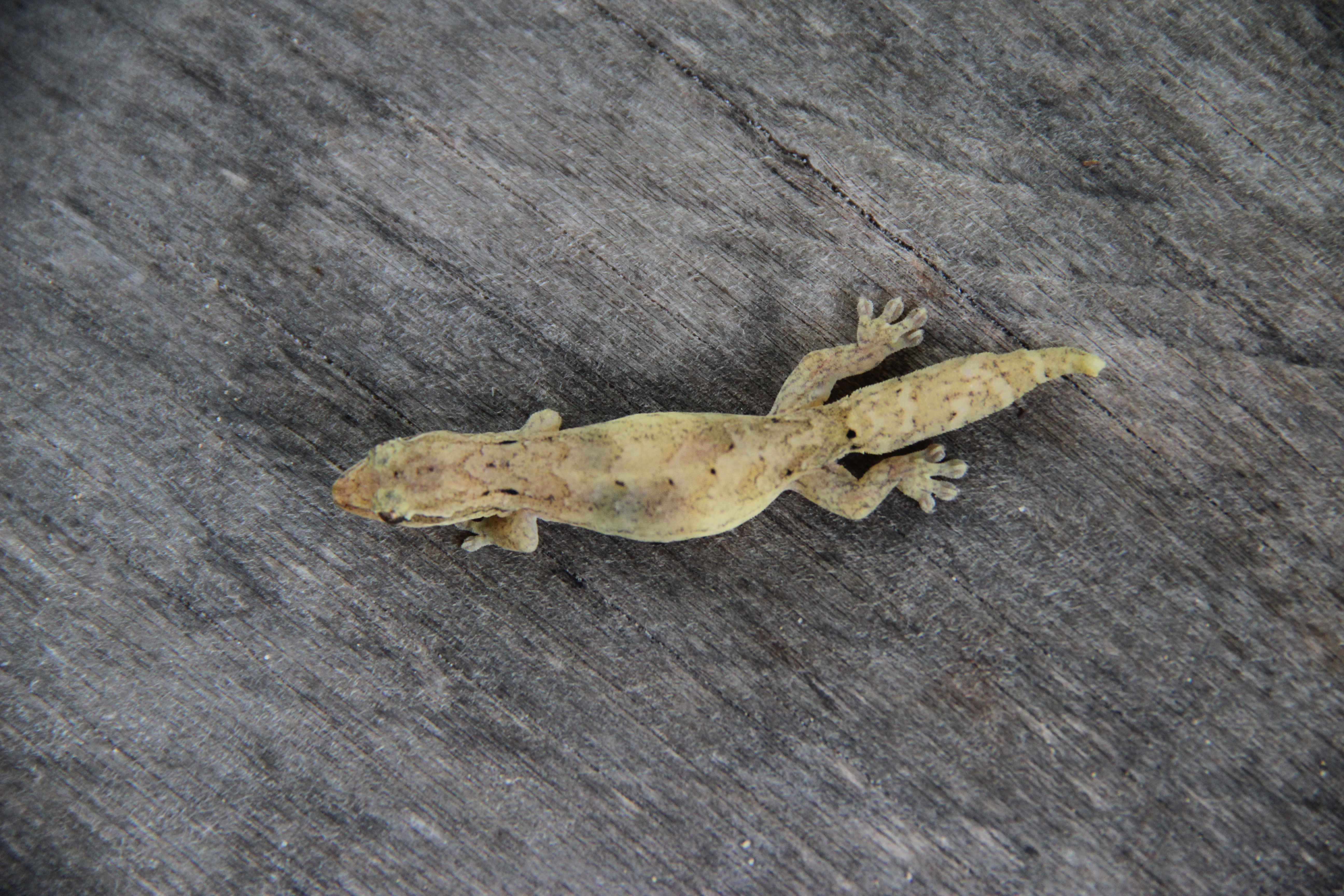
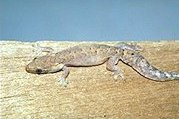
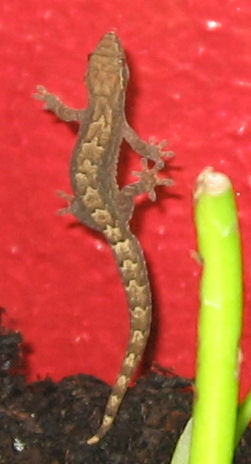